# Carmelo Mancini
Carmine Antonio „Carmelo“ Mancini (* 16. Juli 1824 in Collelongo; † 20. Februar 1902 in Neapel) war ein italienischer Arzt, Epigraphiker und Klassischer Archäologe.

## Werdegang

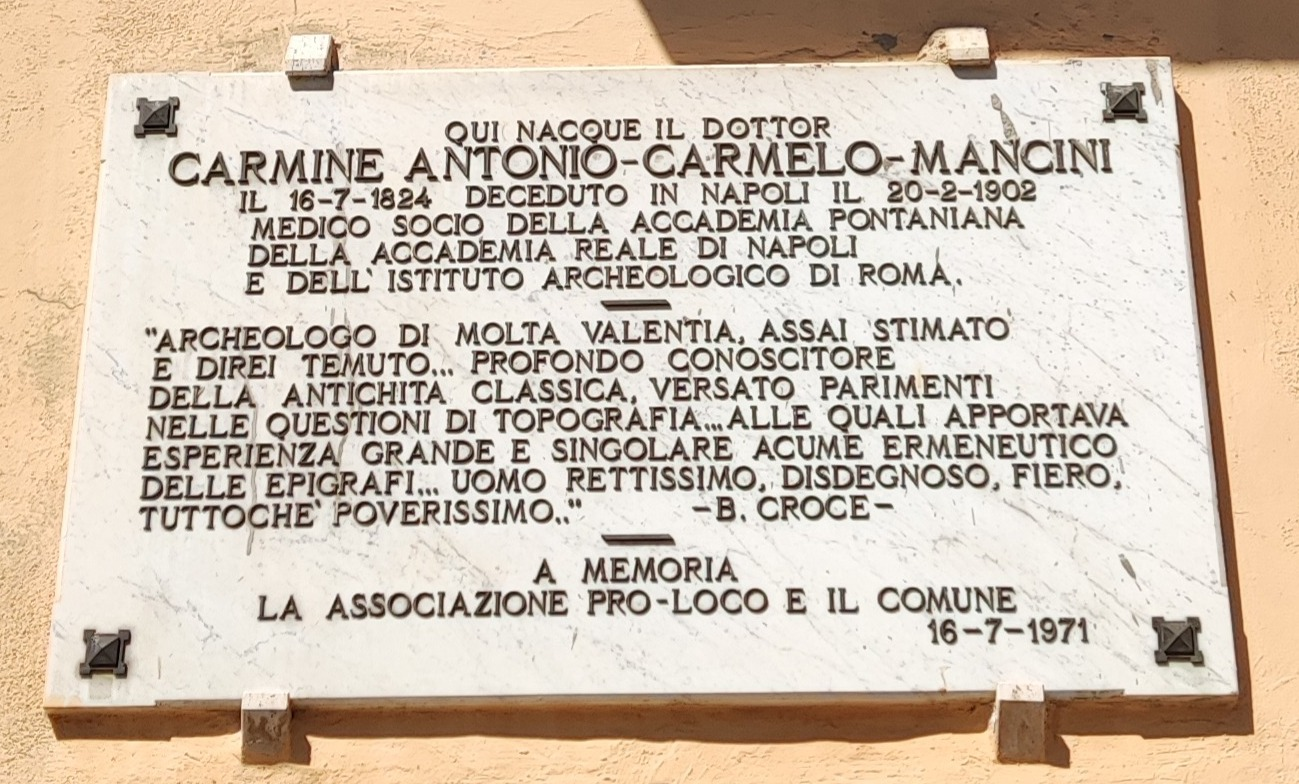
Die an seinem Geburtshaus in Collelongo angebrachte Gedenktafel

Carmelo Mancini stammte aus einfachen Verhältnissen. Sein Vater war Schmied und seine Mutter Bäuerin. Er wuchs in Collelongo einem kleinen Ort in der Marsica im Abruzzischen Apennin auf und half seinem Vater bei der Arbeit. Nach seinem zehnten Geburtstag wurde er zu einem Onkel nach Velletri geschickt, um dort die Schule zu besuchen. In der Schule konnte er sich insbesondere in den Fächern Philosophie und Mathematik auszeichnen.
Unter großen Opfern gelang es seinen Eltern, ihn auf die Universität Neapel zu schicken, um dort Medizin und Chirurgie zu studieren. 1849 schloss er sein Studium mit der Laurea ab. Nach dem Studium praktizierte er bis 1877 als Arzt in Collelongo und als Gemeindearzt in Rocca di Cambio, Ortucchio und Pescasseroli. In Pescasseroli war er 1866 behandelnder Arzt bei der Geburt von Benedetto Croce.
Seine Leidenschaft galt aber nicht der Medizin, sondern der Archäologie und der Epigraphik. In seiner Freizeit begann er sich mit den antiken Inschriften der Italiker und Römer in der Marsica und im Molise auseinanderzusetzen. Auch antike Ruinen und Münzen sowie die Lokalgeschichte interessierten ihn.
Ab 1857 begann er Artikel, in der im Königreich beider Sizilien erscheinenden Wochenzeitung Poliorama Pittoresco zu publizieren. Seine Arbeit blieb nicht unentdeckt und im Januar 1859 wurde er zum Grabungsinspektor des Distrikts Avezzano ernannt. Ihm oblag vor allem die Aufsicht über die Arbeiten an dem von den Römern errichteten Claudiustunnel, die später zur Trockenlegung des Fuciner Sees führen sollten. Seine dazu veröffentlichten Anmerkungen zogen das Interesse von Wilhelm Henzen auf sich, worauf er auf die Initiative von Henzen hin zum korrespondierenden Mitglied des Instituto di Corrispondenza Archeologica ernannt wurde. Er begann einen intensiven Briefwechsel mit Giovanni Battista de Rossi, Carlo Promis und anderen Archäologen und Epigraphikern.
1870 wurde er von De Rossi für ein Amt im Bildungsministerium des Königreichs Italien vorgeschlagen, was aber nicht das Gehör des Ministers fand. 1872 wurde er Mitglied der Accademia Pontaniana. Im gleichen Jahr bewarb er sich für den vakanten Lehrstuhl für Archäologie an der Universität Neapel, der allerdings Giulio De Petra anvertraut wurde. 1883 wurde er auf Betreiben von De Petra in die Reale Accademia di Archeologia, Lettere e Belle Arti in Neapel aufgenommen. Etwa um die gleiche Zeit ließ er sich in Neapel nieder. Im Sommer kehrte er gelegentlich nach Collelongo zurück. Bei einem dieser Aufenthalte in seiner Heimat entdeckte er den italo-römischen Siedlungsplatz Amplero. 1878 beschrieb er die dort in der Nekropole entdeckten Inschriften.
Carmelo Mancini publizierte noch bis kurz vor seinem Tode. Er zeichnete sich in seiner Arbeit vor allem dadurch aus, dass er sich nie mit einem oberflächlichen Ergebnis zufriedengab und versuchte der Sache auf den Grund zu gehen. Bei seinen Recherchen griff er auch Hinweise in der antiken Literatur zurück, um eine Inschrift oder eine Münze genauer zu datieren. Anhand dieser Methode gelang es ihm, den Ort der Stadt Ceio der Marruciner festzulegen. Polemisch verteidigte er seine Methodik und schreckte nicht davor zurück Francesco de Sanctis als Esel zu bezeichnen. Auch gegenüber Theodor Mommsen hegte er keine großen Sympathien. Er starb verarmt 1902 in Neapel und fand seine letzte Ruhestätte in einem Armengrab auf dem Armenfriedhof in Neapel.

## Ehrungen
In seinen Geburtsort Collelongo ist die Grundschule nach ihm benannt.

## Schriften (Auswahl)
- Topografia del Pago Interpromino ne’ Peligni e scoverta della città di Celio ne’ Marruccini. Stamperia della Regia Università, Neapel 1866.
- Osservazioni e scoverte sopra l’imperatore Pupieno e sua famiglia nonchè su quella dell’imperatore C. Giulio Massimino. Tipografia della Regia Università, Neapel 1869.
- Storia della moneta romana dalla morte di Giulio Cesare fino a quella di Augusto: Parte prima contenente a serie cronologica dei magistrati monetali negli ultimi venti anni della loro comparsa sulle medaglie. Tipografia Italiana nel liceo V. Emanuele, Neapel 1872.
- Illustrazione di due epigrafi inedite delle Terme di Diocleziano e di due bassorilievi triomfali scoverti nel Foro Romano. Neapel 1878.
- Storia di Publio Elvidio Prisco. Tipografia della Regia Università, Neapel 1883 (Digitalisat).